# Jezioro Konie
Jezioro Konie – jezioro na Pojezierzu Ińskim, położone w gminie Radowo Małe, w powiecie łobeskim, w woj. zachodniopomorskim. 
Powierzchnia zbiornika wynosi według różnych źródeł od 11,32 ha do 12,5 ha. Maksymalna głębokość Jeziora Koniego sięga 12,0 m.
Jezioro Konie w typologii rybackiej jest jeziorem linowo-szczupakowym.
Przez jezioro przepływa dopływ z Jeziora Koniego, który biegnie dalej przez pobliskie jezioro Mielno i uchodzi do Reskiej Węgorzy
Ok. 0,5 km na południe od jeziora leży wieś Konie.
Nazwę Jezioro Konie wprowadzono urzędowo w 1955 roku, zastępując poprzednią niemiecką nazwę jeziora –
Köhne-See.